# 生酮飲食
生酮飲食（英語：ketogenic diet）字面意思是“會產生酮體的飲食”，其為一種高脂肪，充足蛋白質，極低碳水化合物飲食。這種飲食的特色是讓食物嚴重缺乏碳水化合物，強迫身體燃燒脂肪而非碳水化合物，進而產生酮體；醫學上主要在用於治療難以控制（難治）的兒童癲癇。
通常，食物中的碳水化合物會轉化為葡萄糖，才在體內運輸，而葡萄糖是大腦的重要能量；然而，如果飲食中只有很少量的碳水化合物，肝臟會將脂肪轉化為脂肪酸和酮體，酮體能進入大腦並取代葡萄糖作為能量來源。血中酮體濃度升高，稱為酮症，會降低癲癇發作的頻率。約有半數患有癲癇的兒童和年輕人試過某種形式的生酮飲食，發現癲癇發作次數至少減半，且即使停止生酮飲食，效果仍可持續。一些證據顯示，患有癲癇的成年人可能受益於這樣的飲食，且使用較寬鬆的方案（如：改良的阿特金斯飲食）效果相近。可能的副作用包括便秘、高膽固醇、生長減緩、酸中毒和腎結石。

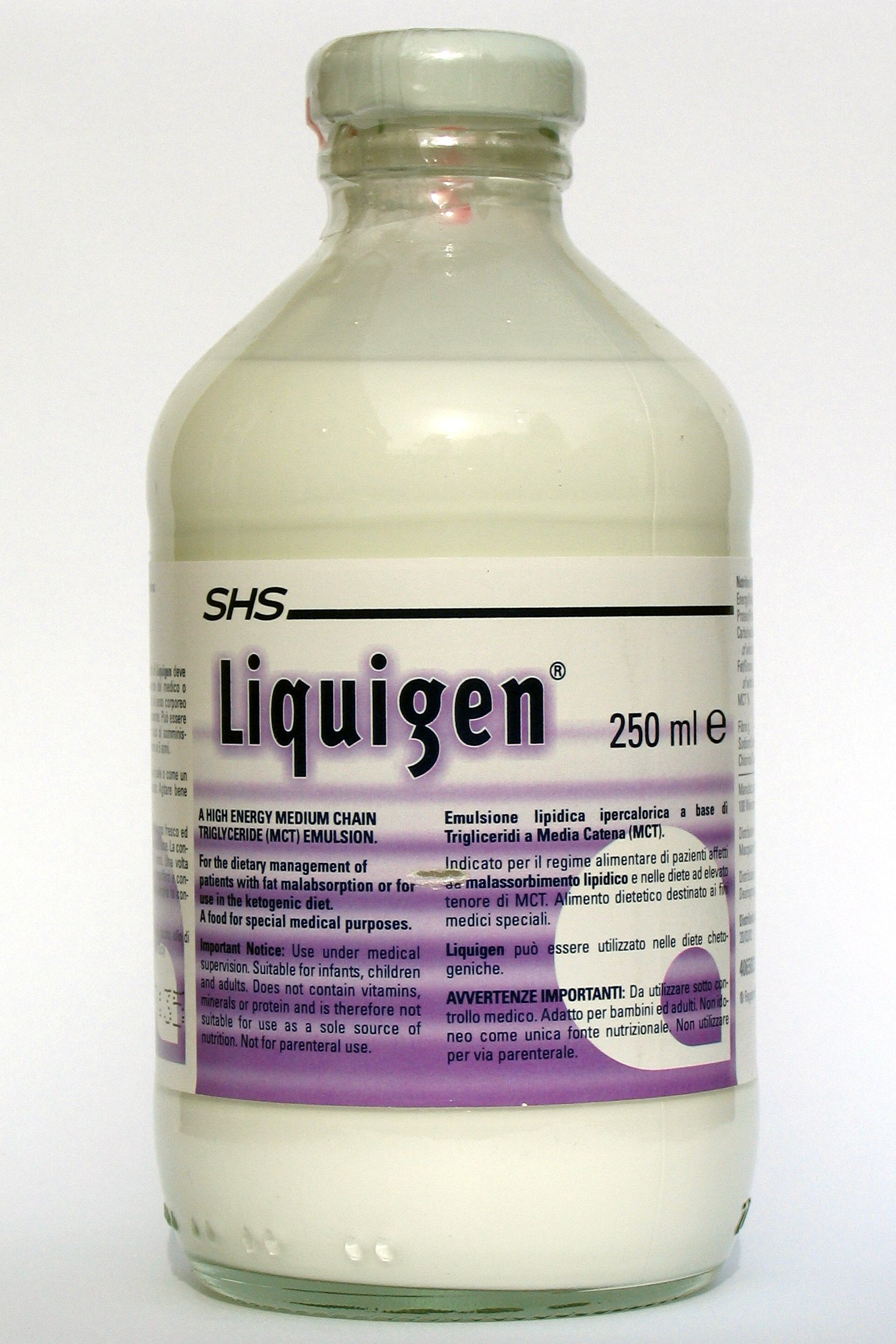
中鏈甘油三酯油乳液

原來兒童癲癇使用的治療性飲食，只提供足夠的蛋白質供身體生長和修復，維持（與年齡和身高相對應的）體重需要的充足熱量。典型的治療性生酮飲食是1920年代發展來治療兒童癲癇，並在接下來的十年被廣泛應用，但在有效的抗癲癇藥物問世後，受歡迎程度日漸下降。這種典型生酮飲食的「脂肪」與「蛋白質和碳水化合物組合」重量比是 4：1。為了達到這個比例，飲食需避免高碳水化合物食物，如：澱粉類蔬果、麵包、麵、穀物和糖，同時增加高脂食物（如：堅果、奶油和黃油）的攝取。多數膳食脂肪由長鏈甘油三酯（long-chain triglycerides，LCT）分子組成。然而，由較短碳鏈脂肪酸組成的中鏈甘油三酯（medium-chain triglycerides，MCT）比 LCT，生酮能力更好。MCT 生酮飲食是典型版的變型，使用富含 MCT 的椰子油，大約提供一半的總熱量。這種變型飲食需要的總脂肪較少，可以食用的碳水化合物和蛋白質比例較高，因此允許的食物選擇更多。
1990年代中期，好萊塢製片人吉姆·亞伯拉罕（Jim Abrahams）創立查理基金會（Charlie Foundation）推廣生酮飲食。他的兒子患有嚴重癲癇症，但使用飲食療法後控制良好。宣傳出現在〈日界線（美國NBC電視節目）〉和〈…先求無害〉（1997），由梅麗·史翠普主演的電視電影。這個基金會贊助一項多中心研究，結果在 1996 年發布，標示著飲食重新得到科學界的關注。
研究還探索了生酮飲食對許多其他神經疾病的可能療效，其中包括：阿茲海默症、肌萎缩性脊髓侧索硬化症、自閉症、腦癌、頭痛、神經損傷、疼痛、帕金森氏症和睡眠障礙。

## 癲癇
癲癇，僅次於中風，是第二常見的神經內科疾病，全球患病者約5000萬人。被診斷的患者可在反覆發生，且無其它誘因就發作。皮質神經元過度激發、過度同步或兩者並存時，導致正常腦功能的暫時中斷。它可能會影響肌肉、感官、意識或以上組合。發作可以是局部性（局限在部分大腦）或全身性（在整個大腦廣泛傳播，並導致意識喪失）。癲癇能有各種原因；某些形式被歸為癲癇症候群，其中多數始於兒童期。當二或三種抗癲癇藥物無法控制時，稱為頑固型癲癇。癲癇患者中，約60％可在使用第一種藥物後控制，而30％左右無法以藥物控制。當藥物失敗時，其他治療包括：癲癇手術、迷走神經刺激和生酮飲食。

## 歷史
生酮飲食是飲食療法的主流，它被發展來重現成功治療癲癇，並消除非主流且療效有限的禁食療法。雖然它在1920年代和1930年代很流行，但在許多有效的新抗癲癇藥物上市後，大部分已被放棄。對大多數的癲癇患者而言，藥物能成功控制癲癇發作。然而，儘管試了許多不同藥物，仍有 20-30％ 無法有效控制。對於這群患者，和特別是兒童，再次在癲癇治療中發揮作用。

### 禁食

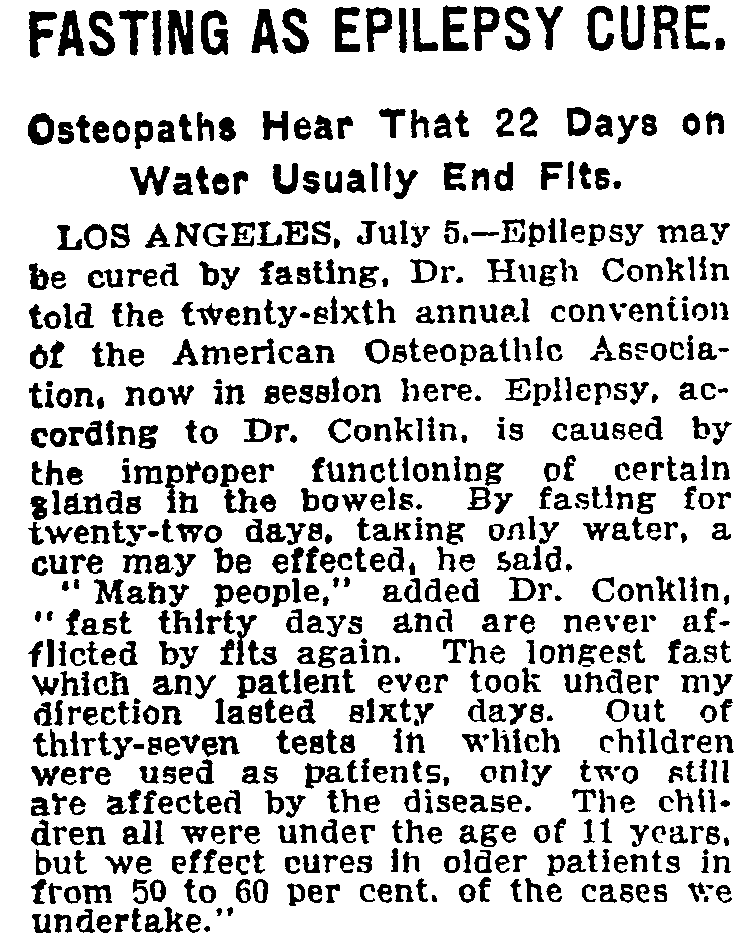
1922年休伊·康克林（Hugh Conklin）博士的「水食療」新聞

古希臘醫生利用改變患者飲食治療包括癲癇在內的疾病。希波克拉底文集的一份早期論文《論神聖疾病》描述這癲癇，這可追溯到公元前400年左右。作者反對當時流行的觀點：癲癇的病因和治療都是超自然的，並指出飲食療法具有理性及物理基礎。在這個文集中，《流行病學》作者描述了一個男性患者，他的癲癇症才發病就立刻被治癒，是透過完全禁絕食物和飲料。御醫埃拉西斯特拉圖斯說：「對易發癲癇者，應立刻禁食不用同情，且只能少量進食。」蓋倫認為「減毒飲食」可能可以治療輕症並對其他患者有益。
1911年第一個以禁食治療癲癇的現代研究在法國進行。來自各年齡層的20個癲癇患者，透過食用低熱量素食，與間歇性禁食和排泄，來「排毒」。其中兩位受益匪淺，但大多數無法遵守這些限制。與會使思慮遲鈍的藥物溴化鉀相比，飲食改善患者的心理能力。
大約此時，體育文化的美國推動者伯納爾·麥克法登（Bernarr Macfadden）推廣禁食來恢復健康。他的追隨者，巴特爾克里克（密歇根州）的骨科醫師休伊·威廉·康克林（Hugh William Conklin）博士開始推薦他的癲癇患者進行禁食療法。康克林推測小腸的派伊爾斑塊分泌毒素到血中引起癲癇發作。他建議禁食持續18至25天可使這種毒素消失。康克林可能用他的「水食療」治了數百名癲癇患者，並吹噓治癒率在兒童有 90％，成人則降至 50％。後來分析康克林的病歷記錄顯示「20％ 患者免於癲癇發作，50％ 患者有些許改善」。
康克林的禁食療法被神經內科醫生用於主流臨床診療中。1916年，麥克默里博士投稿《紐約醫學雜誌》，聲稱自1912年來，先是禁食，接著進行無澱粉和無糖飲食，已成功治療癲癇患者。在1921年，著名內分泌學家亨利·羅爾·加耶林（Henry Rawle Geyelin）在美國醫學會大會報告他的經驗。在親眼目睹康克林的成功後，他嘗試治療36位患者以重現結果。雖然只經過短期的研究追蹤，得到相似的結果。1920年代的進一步研究發現禁食停止後，癲癇又再發作。查爾斯·P·霍蘭德（Charles P. Howland）是康克林治療成功患者的父母，也是一位富有的紐約公司律師。他捐5000美元贊助弟弟約翰·伊萊亞斯·霍蘭德（John Elias Howland）研究「飢餓的酮症」。約翰·E·霍蘭德（翰霍·霍普金斯醫院的兒科教授）利用這筆錢資助神經內科醫師斯坦利·科布（Stanley Cobb）及其助手威廉·G·倫諾克斯（William G. Lennox）的研究。

### 飲食
1921年，羅林·特納·伍德亞特（Rollin Turner Woodyatt）回顧飲食和糖尿病的研究。酮體是以下三種水溶性化合物（β-羥基丁酸，乙酰乙酸和丙酮）的總稱，由健康人的肝臟產生，特別是在飢餓狀態，或攝取低碳水化合物的高脂飲食。梅奥醫院的拉塞爾·莫爾斯·懷爾德（Russell Morse Wilder）博士基於這個研究，創造「生酮飲食」一辭來描述能在血中產生大量酮體（酮症）的飲食（攝取過量的脂肪，且缺少碳水化合物）。懷爾德希望食療中由禁食得到好處，可以無限期地維持。他在1921年對一些癲癇患者進行的試驗，首次以生酮飲食治療癲癇。
懷爾德的同事，兒科醫師麥尼·古斯塔夫·彼得曼（Mynie Gustav Peterman），確定了生酮飲食的經典配方，兒童體重每公斤等於每天 1 公克蛋白質和 10-15 公克碳水化合物，剩餘的卡路里來自脂肪。1920年代彼得曼的工作確定了誘導和維持飲食的技術。彼得曼記錄了正面效果（改善警覺性、行為和睡眠）和不良反應（因酮症而引起的噁心和嘔吐）。1925年彼得曼報告食療對兒童非常有效：37名年輕患者中，95％ 飲食改善癲癇發作，60％ 無癲癇發作。1930年，針對 100 名青少年和成人進行研究。來自梅奧醫院的老克利福德·約瑟夫·巴博卡（Clifford Joseph Barborka, Sr.）發現：較年長的受試者 56％ 有改善，12％ 無癲癇發作。儘管成人的研究結果與兒童的現代研究結果相似，但它們與當代研究的結果並不相同。 巴博卡總結，成人的食療效果較差，直到1999年後才再對成人進行生酮飲食研究。

### 抗癲癇藥物和衰退
1920年代到1930年代間生酮飲食被廣泛使用和研究，因當時僅有的抗癲癇藥物是鎮靜劑溴化物（1857年發現）和苯巴比妥（1912年發現）。這種情況在1938年改變，當時小海勒姆·休斯頓·梅里特（H. Houston Merritt, Jr.）和特拉西·普特南（Tracy Putnam）發現苯妥英（Dilantin），研究重點轉向發現新藥。隨著1970年代丙戊酸鈉的發現，神經內科醫師已可使用多種藥物，有效治療多種癲癇症候群和各種型態的癲癇發作。迄今，生酮飲食多只使用於雷葛氏症候群等難治病例，並愈來愈少使用。

### 中鏈甘油三酯飲食
在1960年代，發現中鏈甘油三酯（MCTs）與正常膳食脂肪（主要是長鏈甘油三酯）相比，每單位能量可產生更多的酮體。 MCT 的吸收更有效率，且能更快透過肝門靜脈系統而非淋巴系統送到肝臟。經典生酮飲食需嚴格限制碳水化合物，父母很難依此製作孩子可以忍受的可口食物。1971年，彼得·哈滕洛赫爾 （Peter Huttenlocher）設計了一種生酮飲食，其中約 60％ 的卡路里來自 MCT 油脂，且可加入更多蛋白質，且碳水化合物含量可達到經典生酮飲食的三倍。將油與至少其兩倍體積的的脫脂牛乳混合，冷卻，並在餐中啜飲或摻入食物中。以此治療 12 位頑固型癲癇發作的兒童和青少年。大多數兒童的癲癇發作得到控制和警覺性也改善，結果與經典生酮飲食相似。胃腸不適是個問題，並使一名患者放棄食療，但飯菜更容易準備且較容易被孩子接受。許多醫院以 MCT 飲食取代經典生酮飲食，儘管部分院所的飲食是兩者的組合。

### 復興
1994年10月，生酮飲食在美國的全國性媒體曝光，NBC電視節目《日界線》報導查理·亞伯拉罕（Charlie Abrahams）的故事，他是好萊塢製片人吉姆·亞伯拉罕（Jim Abrahams）的兒子。這個兩歲孩子患有癲癇症，但主流和替代療法皆無法有效控制。亞伯拉罕在一份給父母的癲癇指南中找到生酮飲食，並帶查理到仍提供生酮食療的翰霍·霍普金斯醫院約翰·M·弗里曼（John M. Freeman）。在食療後，查理的癲癇症迅速控制下來，且他的後續發育恢復正常且仍持續。因此啟發亞伯拉罕創立查理基金會來促進飲療和贊助研究。一項多中心前瞻性研究始於1994年，結果在1996年的美國癲癇學會報告，並在1998年發表。對飲食的科學探索因此引爆。1997年，亞伯拉罕製作一部由梅麗·史翠普主演的電視電影〈…先求無害〉，其中一名年輕男孩的頑固型癲癇以生酮飲食治療成功。
到了2007年，45個國家的約75個醫學中心提供生酮飲食，和限制較少的改良型食療（例如：改良的阿特金斯飲食），特別是針對年齡較大的兒童和成人。進行中的研究也利用生酮飲食來治療癲癇以外的各種疾病。

## 原理
人體所需能量的三大來源，分別為碳水化合物、蛋白質以及脂肪。生酮飲食最簡單的法則，就是大幅降低碳水化合物比例，空缺出來的部分就靠脂肪類填補。
| 能量來源         | 一般飲食 | 生酮飲食 |
| ---------------- | -------- | -------- |
| 碳水化合物（醣） | 55％     | 5-10％   |
| 脂肪             | 30％     | 70-80％  |
| 蛋白質           | 15％     | 10-20％  |

正常情況下，碳水化合物經人體吸收後會轉化為葡萄糖運往身體各處及供給能量，尤其是用於維持大腦運作。然而由於生酮飲食中只攝取少量的低碳水化合物，肝臟便會將脂肪轉換為脂肪酸和酮體。酮體運到腦部取代葡萄糖成為能量來源。當血液中酮體含量達到一定程度時，即為酮症，能緩和癲癇的頻繁發作。使用過生酮飲食的兒童或青年癲癇病患中，有半數的癲癇發作次數減到原來的一半，而且其效果在停用生酮飲食後仍然可以繼續。有一些證據表示生酮飲食對有癲癇的成年人也有幫助，而且一些比較不嚴格的方案，例如調整過的阿特金斯健康饮食法也有類似的效果。
最早期生酮飲食應用在治療兒童癲癇，只提供足夠供身體成長、組織修復、以及有足夠的食物熱量蛋白質，讓兒童的體重可以維持在其年齡及身高下的理想值內。標準治療性的生酮飲食是在1920年代所發展，用來治療兒童癲癇，在之後的十年廣為使用，但之後出現了有效的抗驚厥藥物，應用生酮飲食進行兒童癲癇的風潮就減退了。在飲食上會排除高醣類的食物，例如穀類、麵包，意大利麵、其他富含澱粉或糖份的蔬菜水果、以及糖，飲食上也會增加富含脂肪的食物，例如堅果、奶油、牛油、椰子油、酪梨等等。
在1990年代中期，好萊塢製片人吉姆·亞伯拉罕的兒子有嚴重癲癇，因著生酮飲食而良好控制。吉姆·亞伯拉罕創立了查理基金會（Charlie Foundation）推廣生酮飲食。曾在NBC的《日界線》節目中推廣，1997年由梅麗·史翠普主演的電視影集《...First Do No Harm》也是有關同一主題。查理基金會也贊助多中心的學術研究，其結果在1996年發表，也讓科學家對生酮飲食有更多的關注。
除了癲癇以外，目前也正在研究，生酮飲食對於其他神經疾病是否有治療效果，這些疾病包括糖尿病、阿茲海默症 （AD）、肌萎缩性脊髓侧索硬化症（ALS）、自閉症、脑肿瘤、頭痛、腦損傷、疼痛、帕金森氏症（PD）及睡眠障碍。但為避免動物脂肪的其他危害，建議採取植物性油脂的橄欖油、芥花子油、星星果油、葵花籽油等，而不吃全穀雜糧類及水果等醣類食物，容易缺乏維生素B、C等營養素，必須攝取補充劑以補足營養。

## 副作用
生酮飲食副作用的相關論文研究極多，

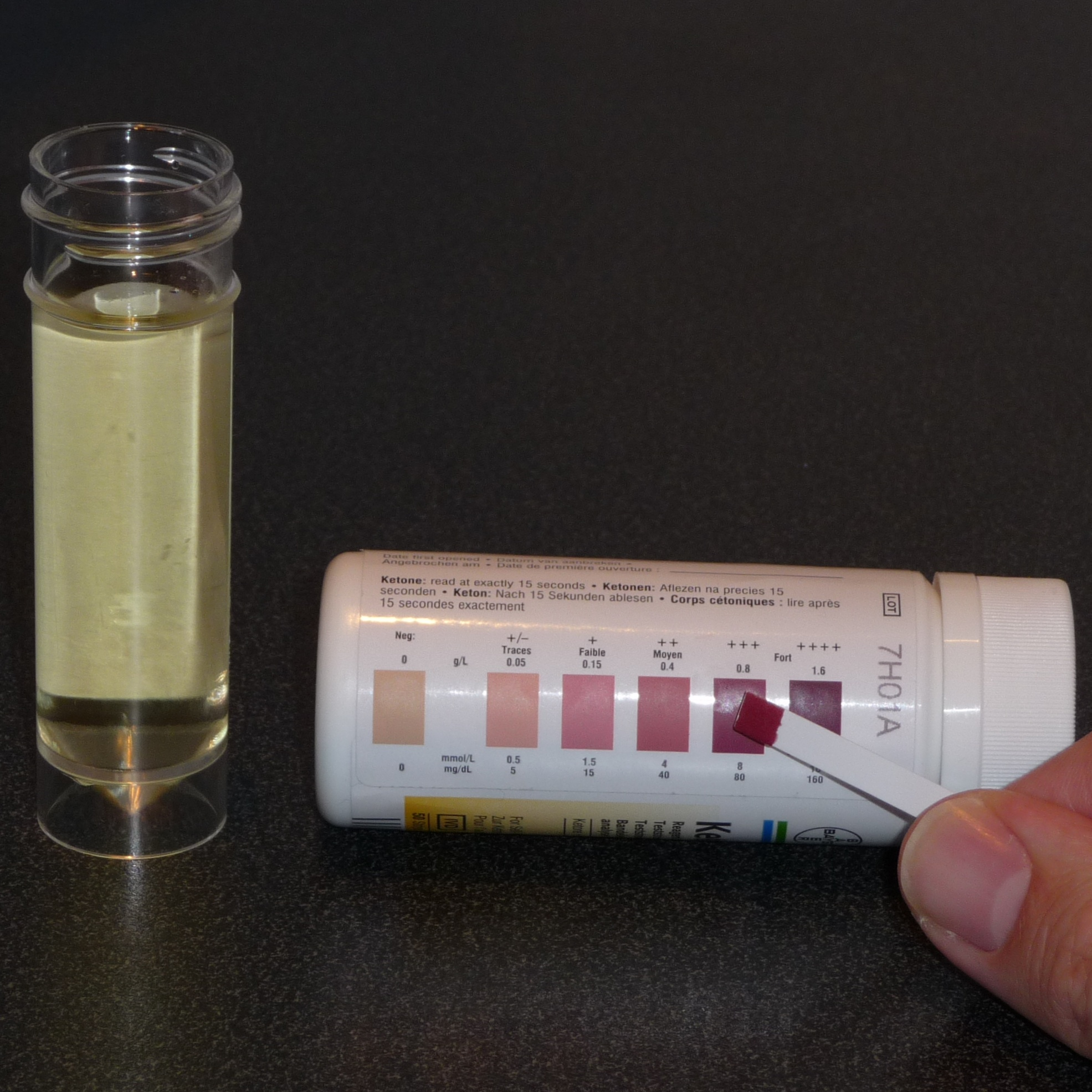
檢測酮尿

- 生酮飲食常見的副作用是便秘，約有30%的病患有類似的問題。這是因為限制液體攝取所造成。早期的生酮飲食要求限制液體攝取，也成為生酮飲食的特色之一，不過這提高了腎結石的風險，因此現在已不再限制液體攝取[21][24]。生酮飲食可配合大量蔬菜一起進食，可避免便秘和營養不全面的問題。
- 高脂飲食是乳癌的危險因子之一。[25][需要可靠醫學來源]
- 之後當身體轉向消耗脂肪當能量來源時，分解體脂過程中產生的酮體大量釋放至血液中，如果量太大，進入血液後會產生副作用如噁心、嘔吐、脫水、厭食。[26][需要可靠醫學來源]
- 產生酮體的過程需要肝臟代謝，肝臟機能不佳或有病的人有肝臟問題疑慮。
- 高比例脂肪，對於已經有膽固醇過高問題者會加重，甚至提升膽結石的機率、心血管疾病的可能性也增加。
- 採取生酮治療糖尿病的隱含風險極大，事實上酮體同樣也是要靠胰島素進行調控，[26][需要可靠醫學來源]所以胰島素問題的糖代謝患者也可能出現酮代謝問題，可能導致「酮酸中毒」的死亡。每個糖尿病者的程度不一，體質不一，對一些人有效的典範並不一定適用所有人。
- 長期生酮後會有認知力降低、口臭、骨折、兒童生長遲緩等現象被研究發現。[25]

醫界目前的建議是生酮飲食應被視為一種治療方式，而非個人嗜好，所以需在醫師顧問指導下進行同時家中要備有酮體檢驗器材時時關注自身酮含量，警覺異常現象。

## 外部連結
- epilepsy.com: Dietary Therapies & Ketogenic News. （页面存档备份，存于） Information and regular research news updates.
- The Ketogenic Diet : Beginner's Guide to Keto. （页面存档备份，存于） Beginner's Guide to Keto.

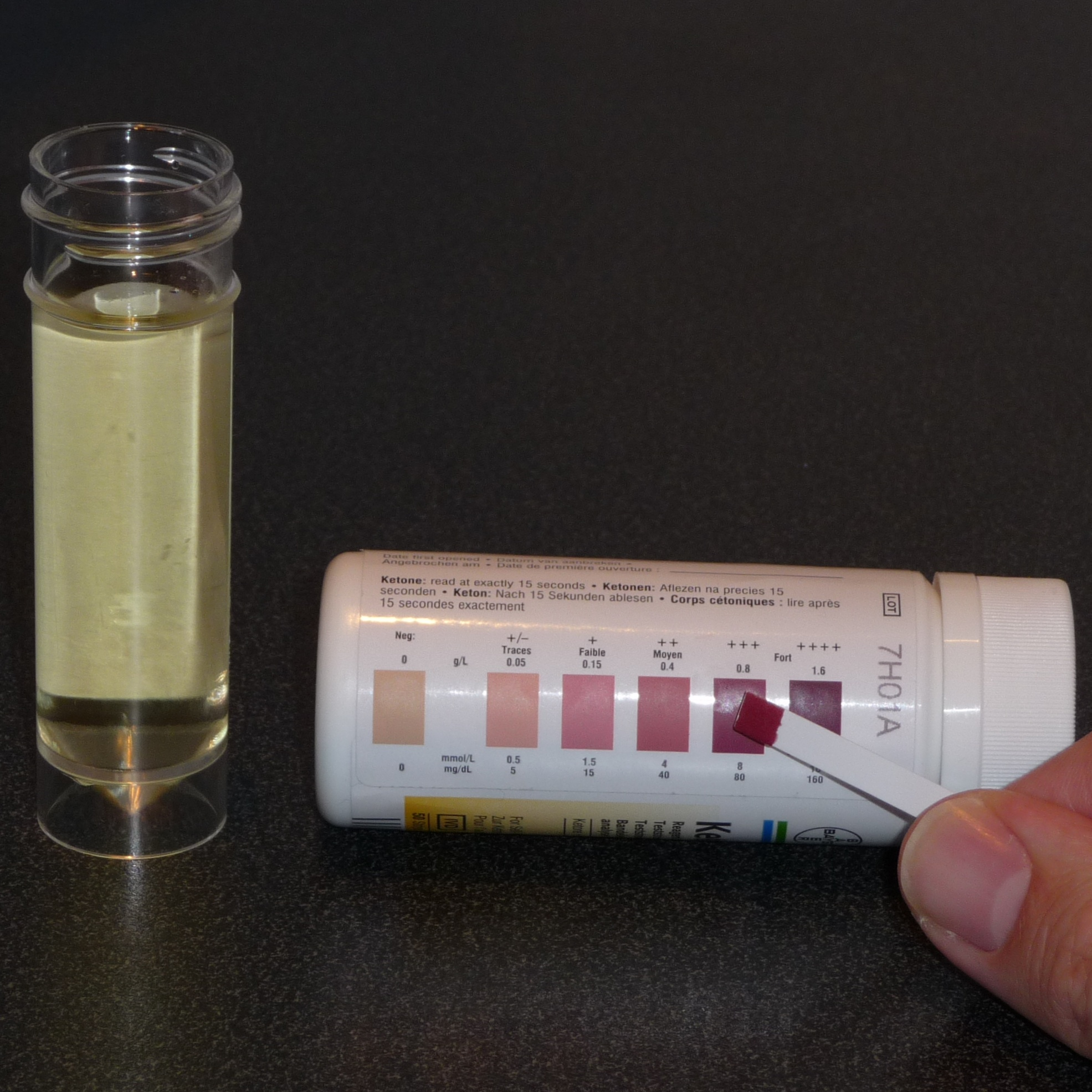
檢測尿中的酮體

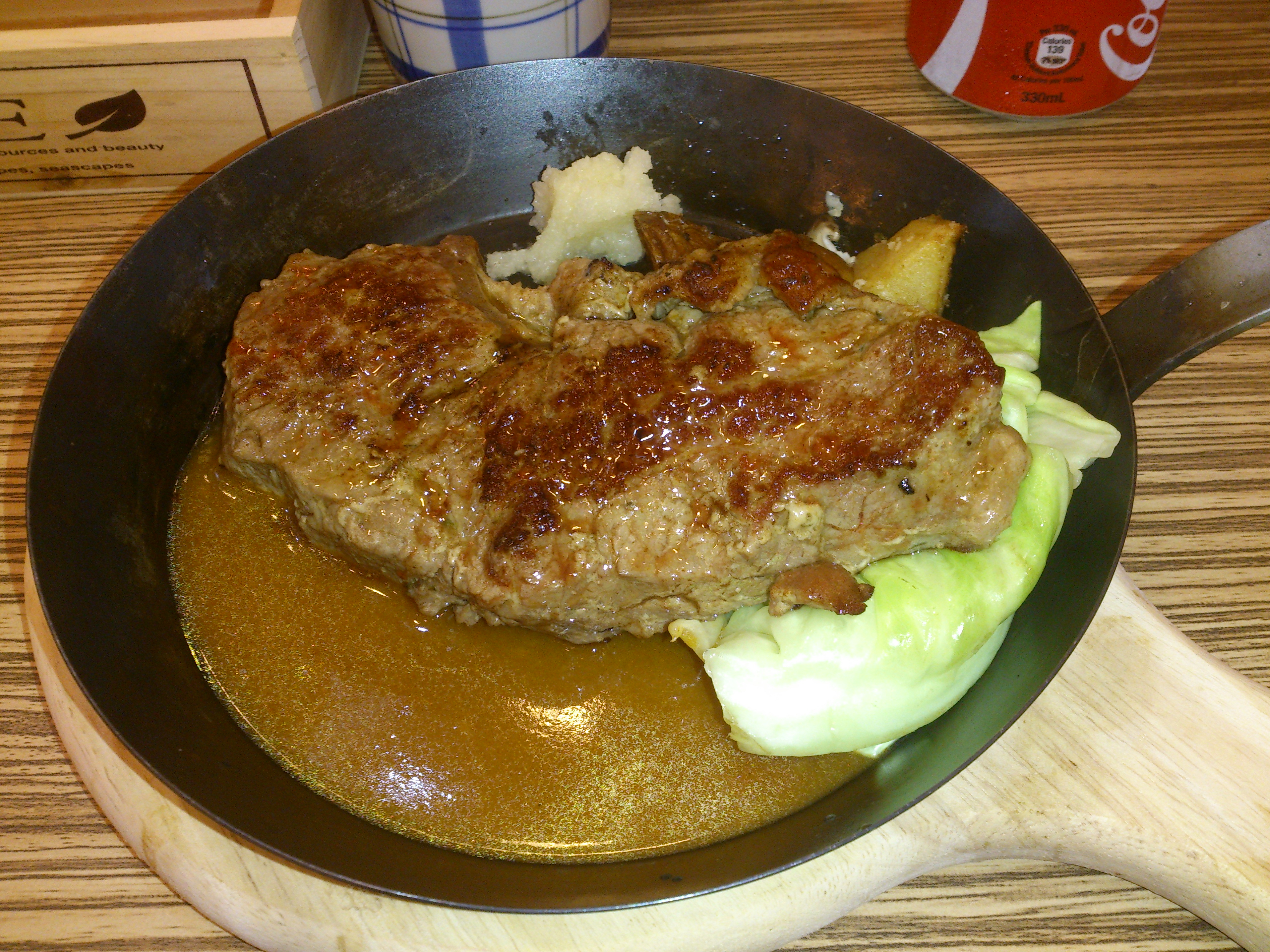
以肉類、青菜、植物油脂當主食，取代碳水化合物。

- A Talk with John Freeman: Tending the Flame. An interview discussing the ketogenic diet that appeared in BrainWaves, Fall 2003, Volume 16, Number 2.